# Sulkava
Sulkava är en kommun i landskapet Södra Savolax i Finland. Sulkava har 2 430 invånare och har en yta på 769,2 km².
Sulkavas grannkommuner Jockas, Nyslott, Puumala, Rantasalmi och Ruokolax.
Sulkava är enspråkigt finskt.
En by i kommunen är Idenlax.
Ett rikskänt evenemang är den årliga Sulkava-rodden (Sulkavan suursoudut).

## Politik

### Mandatfördelning i Sulkava kommun, valen 1976–2021
| 3 | 7 | 13 |  | 3 |

| 2 | 7 | 13 |  | 4 |

| 2 | 7 | 13 |  | 4 |

|  | 8 | 14 | 4 |

| 6 | 3 | 10 | 2 |

| 5 | 3 | 11 | 2 |

| 5 | 3 | 11 | 2 |

| 6 | 12 | 1 | 2 |

| 13 | 8 |

| 1 | 5 | 11 | 1 | 3 |

| 14 | 7 |

| 5 | 1 | 11 | 1 | 3 |

| 13 | 8 |

| 6 | 11 | 2 | 2 |

| 11 | 10 |

| 6 | 1 | 10 | 4 |

| 11 | 10 |

## Befolkningsutveckling
| Befolkningsutvecklingen i Sulkava kommun 1975–2020                                                           | Befolkningsutvecklingen i Sulkava kommun 1975–2020 | Befolkningsutvecklingen i Sulkava kommun 1975–2020 | Befolkningsutvecklingen i Sulkava kommun 1975–2020 | Befolkningsutvecklingen i Sulkava kommun 1975–2020 |
| --- | -------------------------------------------------- | -------------------------------------------------- | -------------------------------------------------- | -------------------------------------------------- |
| |                                                    |                                                    |                                                    |                                                    |
| År |                                                    |                                                    | Folkmängd                                          |                                                    |
| 1975 | 1975                                               |                                                    | 4 629                                              |                                                    |
| 1980 | 1980                                               |                                                    | 4 379                                              |                                                    |
| 1985 | 1985                                               |                                                    | 4 146                                              |                                                    |
| 1990 | 1990                                               |                                                    | 3 923                                              |                                                    |
| 1995 | 1995                                               |                                                    | 3 758                                              |                                                    |
| 2000 | 2000                                               |                                                    | 3 456                                              |                                                    |
| 2005 | 2005                                               |                                                    | 3 196                                              |                                                    |
| 2010 | 2010                                               |                                                    | 2 938                                              |                                                    |
| 2015 | 2015                                               |                                                    | 2 724                                              |                                                    |
| 2020 | 2020                                               |                                                    | 2 482                                              |                                                    |
| Anm: Uppgifterna avser förhållandena den 31 december nämnda år enligt områdesindelningen den 1 januari 2022. |                                                    |                                                    |                                                    |                                                    |